# Andrei Golowko

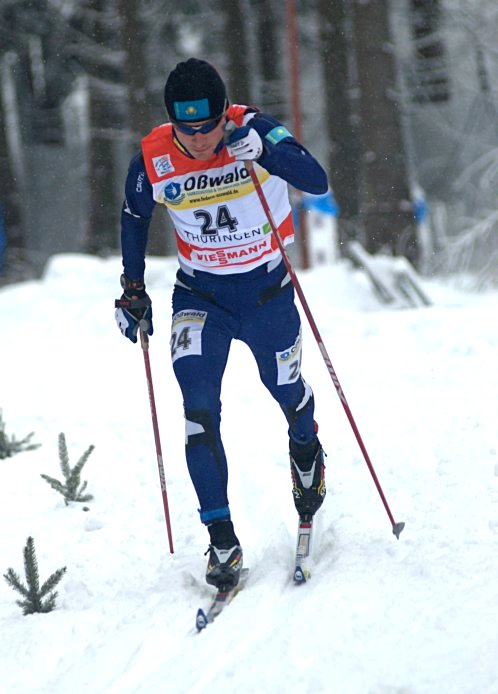
Andrey Golovko (Tour de Ski 2010 in Oberhof)

Andrei Golowko (kasachisch Андрей Головко, * 31. Januar 1980 in Pawlodar) ist ein ehemaliger kasachischer Skilangläufer.

## Werdegang
Golowko, der für den ZSKA Almaty startete, nahm im März 1997 in Falun erstmals am Weltcup teil und belegte dabei den 17. Platz in der Staffel. Bei den Junioren-Skiweltmeisterschaften 1998 in Pontresina errang er den 35. Platz über 30 km klassisch und den 22. Platz über 10 km Freistil und bei den Junioren-Skiweltmeisterschaften 1999 in Saalfelden den 58. Platz über 10 km klassisch und den 29. Platz über 30 km Freistil. Seine besten Platzierungen bei den Junioren-Skiweltmeisterschaften 2000 in Štrbské Pleso waren der 19. Platz über 30 km klassisch und der 12. Rang mit der Staffel und bei den nordischen Skiweltmeisterschaften 2001 in Lahti der 36. Platz über 30 km klassisch und der 11. Rang mit der Staffel. Bei seiner ersten Olympiateilnahme im Februar 2002 in Salt Lake City lief er auf den 23. Platz über 50 km klassisch, auf den 21. Rang im Skiathlon und auf den 18. Platz über 15 km klassisch. Zudem errang er dort zusammen mit Pawel Rjabinin, Nikolai Tschebotko und Andrei Newsorow den 14. Platz in der Staffel. In der Saison 2002/03 holte er in Cogne mit dem 27. Platz im 30-km-Massenstartrennen seine ersten Weltcuppunkte und bei der Winter-Universiade 2003 in Tarvisio die Bronzemedaille mit der Staffel und die Silbermedaille über 10 km klassisch. Außerdem wurde er bei den Winter-Asienspielen 2003 in der Präfektur Aomori Fünfter über 15 km Freistil und gewann dort mit der Staffel die Silbermedaille und über 10 km klassisch die Goldmedaille. Seine besten Ergebnisse beim Saisonhöhepunkt, den nordischen Skiweltmeisterschaften 2003 im Val di Fiemme, waren der 18. Platz über 15 km klassisch und der 13. Rang mit der Staffel. In der Saison 2003/04 kam er im Weltcup dreimal in die Punkteränge. Dabei erreichte er in Umeå mit dem fünften Platz über 15 km klassisch seine beste Einzelplatzierung im Weltcup und zum Saisonende mit dem 62. Platz im Gesamtweltcup sein bestes Gesamtergebnis.
In der folgenden Saison gewann Golowko bei der Winter-Universiade 2005 in Seefeld in Tirol die Goldmedaille mit der Staffel. Zudem wurde er dort Zehnter im Sprint, Neunter im 30-km-Massenstartrennen und Achter über 10 km Freistil. Seine besten Resultate bei den nordischen Skiweltmeisterschaften 2005 in Oberstdorf waren der 33. Platz im Skiathlon und der zehnte Rang mit der Staffel. Bei den Olympischen Winterspielen im folgenden Jahr in Turin belegte er den 37. Platz über 15 km klassisch, jeweils den 29. Rang im 50-km-Massenstartrennen und im Skiathlon und zusammen mit Dmitri Jerjomenko, Maxim Odnodworzew und Jewgeni Koschewoi den 13. Platz in der Staffel. In der Saison 2006/07 kam er bei der Winter-Universiade 2007 in Pragelato auf den 41. Platz im Sprint und auf den achten Rang über 10 km Freistil und bei den nordischen Skiweltmeisterschaften 2007 in Sapporo auf den 23. Platz im Skiathlon und auf den siebten Rang mit der Staffel. Außerdem gewann er Ende Januar 2007 bei den Winter-Asienspielen in Changchun die Bronzemedaille über 30 km Freistil. In der Saison 2007/08  und 2008/09 nahm er an der US Super Tour teil. Dabei siegte er im Februar 2008 in Aspen über 10 km klassisch und belegte in der Saison 2007/08 den vierten Platz in der Gesamtwertung. Bei den nordischen Skiweltmeisterschaften 2009 in Liberec errang er den 42. Platz im 50-km Massenstartrennen. Sein letztes internationales Rennen absolvierte er bei den nordischen Skiweltmeisterschaften 2011 in Oslo. Dort lief er auf den 53. Platz über 15 km klassisch.

## Erfolge

### Teilnahmen an Weltmeisterschaften und Olympischen Winterspielen

#### Olympische Winterspiele
- 2002 Salt Lake City: 14. Platz Staffel, 18. Platz 15 km klassisch, 21. Platz 20 km Skiathlon, 23. Platz 50 km klassisch
- 2006 Turin: 13. Platz Staffel, 29. Platz 50 km Freistil Massenstart, 29. Platz 30 km Skiathlon, 37. Platz 15 km klassisch

#### Nordische Skiweltmeisterschaften
- 2001 Lahti: 11. Platz Staffel, 36. Platz 30 km klassisch, 51. Platz 20 km Skiathlon, 57. Platz 15 km klassisch
- 2003 Val di Fiemme: 13. Platz Staffel, 18. Platz 15 km klassisch, 30. Platz 30 km klassisch Massenstart, 32. Platz 20 km Skiathlon
- 2005 Oberstdorf: 10. Platz Staffel, 33. Platz 30 km Skiathlon, 45. Platz 50 km klassisch Massenstart, 57. Platz 15 km Freistil
- 2007 Sapporo: 7. Platz Staffel, 23. Platz 30 km Skiathlon
- 2009 Liberec: 42. Platz 50 km Freistil Massenstart
- 2011 Oslo: 53. Platz 15 km klassisch

### Siege bei Continental-Cup-Rennen
| Nr. | Datum           | Ort   | Disziplin       | Serie         |
| --- | --------------- | ----- | --------------- | ------------- |
| 1.  | 7. Februar 2008 | Aspen | 10 km klassisch | US Super Tour |

### Weltcup-Gesamtplatzierungen
| Saison  | Gesamt | Gesamt | Distanz | Distanz |
| Saison  | Punkte | Platz  | Punkte  | Platz   |
| ------- | ------ | ------ | ------- | ------- |
| 2002/03 | 4      | 129.   | -       | -       |
| 2003/04 | 69     | 62.    | 69      | 39.     |
| 2004/05 | 9      | 124.   | 9       | 80.     |
| 2005/06 | 24     | 115.   | 24      | 77.     |